# Kampania na Red River
Kampania na Red River lub ekspedycja na Red River – operacja sił lądowych i marynarki wojennej Unii podczas wojny secesyjnej w Ameryce Północnej, pomiędzy 12 marca a 22 maja 1864 roku. Jej celem było opanowanie dolnego biegu rzeki Red River oraz miasta Shreveport w północno-zachodniej Luizjanie, przez operujące z dwóch kierunków siły lądowe Unii, wsparte przez okręty. Szeroko zakrojona operacja zakończyła się porażką sił Unii, które nie osiągnęły Shreveportu i na obu kierunkach działań zostały zmuszone do odwrotu.

## Podłoże
Mimo zdobycia przez Unię panowania nad całą Missisipi podczas kampanii na tej rzece w 1863 roku, w dalszym ciągu w rękach konfederatów pozostawały niektóre jej dopływy, z których najważniejszym był zachodni dopływ Red River. Plan operacji opanowania doliny tej rzeki i uderzenia w głąb stanu Luizjana został opracowany przez głównodowodzącego siłami Unii generała Henry’ego Hallecka przy poparciu prezydenta Lincolna. Mimo że oponował przeciwko niej gen. Ulysses Grant, który nie chciał rozpraszać sił na cele poboczne w stosunku do głównego celu, za jaki uważał Mobile, operacja została rozpoczęta, zanim objął on zwierzchnictwo nad armią Unii (12 marca 1864). Bezpośrednim celem operacji było miasto Shreveport nad Red River, które stanowiło stolicę skonfederowanej części Luizjany oraz kwaterę główną Armii Trans-Mississippi gen. por. Edmunda Kirby Smitha. Było to ponadto ważne centrum komunikacyjne i zaopatrzeniowe, skupiające szlaki transportu towarów i zaopatrzenia z Teksasu i Meksyku. Opanowanie Shreveportu dałoby także przyczółek do operacji przeciwko Teksasowi. Oprócz wpływu na przebieg wojny secesyjnej, zajęcie Teksasu mogłoby zapobiec ewentualnym próbom odzyskania go, jako byłej meksykańskiej prowincji, przez francuskie siły ekspedycyjne Napoleona III, wysłane w tym czasie do Meksyku, w celu osadzenia na tronie Maksymiliana I.
Istotną drugorzędną przyczyną operacji była chęć przejęcia zgromadzonych w tym rejonie zapasów bawełny, dla potrzeb przemysłu przetwórczego i tekstylnego Unii w Nowej Anglii, który z braku surowców musiał zwalniać dużą liczbę pracowników (rejon Red River był największym centrum uprawy bawełny w Konfederacji). Trwałe zajęcie tych terenów umożliwiłoby także dalszy wolny dostęp do upraw tego surowca.
Operacja miała być przeprowadzona przez siły lądowe, wspierane przez okręty flotylli rzecznej. Przeznaczono do niej łącznie 42 900 żołnierzy w trzech zgrupowaniach. Głównym były siły generała majora Nathaniela Banksa, maszerujące z południa Luizjany, które miały uderzyć na północny zachód wzdłuż Red River. Banks był blisko związany ze sferami politycznymi Nowej Anglii, lecz miał niewielkie talenty jako dowódca. Z armii gen. mjra W.T. Shermana pod Vicksburgiem wydzielono do operacji 10 000 żołnierzy pod dowództwem gen. bryg. Andrew Smitha, którzy mieli być przetransportowani statkami i dołączyć do sił Banksa w zdobytej Alexandrii 17 marca. Żołnierze ci, według planu, byli „wypożyczeni” do 15 kwietnia, po czym mieli powrócić pod Vicksburg w celu uczestnictwa w wiosennej kampanii gen. Granta. Trzecim zgrupowaniem były ponad dziesięciotysięczne siły gen. mjr. Fredericka Steele’a, które miały uderzyć na Shreveport od północy, z Little Rock i Fort Smith w stanie Arkansas, aczkolwiek ich działania (tzw. ekspedycja Camden) były odrębne od ekspedycji na Red River. Przeciw siłom poruszającym się wzdłuż Red River konfederaci mogli przeciwstawić maksymalnie ok. 25 000 żołnierzy pod dowództwem gen. mjr. Richarda Taylora.

Szkic działań nad Red River

Wsparcie wojskom lądowym na głównym kierunku działań zapewnić miała Eskadra Missisipi pod dowództwem kontradmirała Davida Portera. Łącznie ze statkami transportowymi i pomocniczymi, jak holowniki, do działań przeznaczono 104 jednostki, przez co był to najsilniejszy zespół floty zgromadzony do tej pory na rzekach do jednej operacji. Główne siły flotylli stanowiło 13 okrętów pancernych (kanonierki: „Essex”, „Benton”, „Carondelet”, „Louisville”, „Mound City”, „Pittsburgh”, „Chillicothe”, „Choctaw”, „Eastport”, „Lafayette”, monitory: „Ozark”, „Osage” i „Neosho”), ponadto pewna liczba lekko opancerzonych kanonierek typu tinclad i innych okrętów. Siłom marynarki konfederaci mogli przeciwstawić jedynie znajdujący się w Shreveport okręt pancerny CSS „Missouri”. Jak się okazało, nie został on nigdy użyty w walce, lecz unioniści byli świadomi jego obecności, co zmuszało ich do wysyłania ciężkich jednostek przodem. Z okrętów o większej wartości, Konfederaci mieli jeszcze w Shreveport taranowiec CSS „Webb”.

## Początek operacji
11 marca siły gen. Smitha przybyły do ujścia Red River na 21 wynajętych przez Armię statkach transportowych. Rano 12 marca okręty kadm. Portera rozpoczęły operację, ruszając z transportowcami z ujścia w górę rzeki. W połowie odległości między ujściem a Alexandrią, na zachodnim brzegu rzeki, przy jej zakolu, znajdował się konfederacki fort, nazwany Fort DeRussy. Około 8 mil poniżej niego konfederaci zablokowali rzekę w poprzek przy pomocy dwóch rzędów wbitych w dno pali, na których zbudowano tratwę, a nadto osadzili na tej przeszkodzie sporą liczbę ściętych drzew, znoszonych prądem rzeki.
Część sił kadm. Portera została wysłana w celu usunięcia przeszkód na rzece. Pancerny taranowiec USS „Eastport”, dowodzony przez komandora ppor. Samuela Phelpsa, usunął 14 marca przeszkodę z pali, na przemian uderzając je taranem oraz ciągnąc liną. Za nim udały się kanonierki pancerne i monitory: „Choctaw”, „Essex”, „Ozark”, „Osage”, „Neosho”, „Lafayette” i drewniane kanonierki „Fort Hindman” i „Cricket”. Pozostałe okręty (kanonierki pancerne „Benton”, „Chillicothe”, „Louisville”, „Pittsburgh”, „Mound City” i drewniane „Ouachita”, „Lexington”, „Gazelle”) zostały wysłane w celu osłony lądowania wojska 13 marca w Simmesport nad rzeką Atchafalaya – południową odnogą Red River.
Na wiadomości o lądowaniu ocenianego na kilkanaście tysięcy korpusu wojsk Unii, broniące dolnej Red River teksańskie wojska gen. mjr. Johna Walkera, liczące 3300 ludzi, wycofały się. Pozostawiło to Fort DeRussy bez wsparcia, ale zachowało żołnierzy do ważniejszych bitew. Po częściowym udrożnieniu rzeki, „Eastport” i „Neosho” jako pierwsze przeszły przez przeszkody i wsparły wojska atakujące Fort DeRussy. Placówka broniona przez ok. 350 ludzi skapitulowała wieczorem 14 marca. Otworzyło to drogę w górę rzeki, wolnej od dalszych ufortyfikowanych punktów oporu Konfederacji. Następnie siły Unii, z asystą kanonierek „Benton” i „Essex”, zniszczyły umocnienia fortu. Główne siły tymczasem konwojowały transporty wojska w górę rzeki. Okręty „Eastport”, „Lexington” i „Ouachita” próbowały przechwycić wycofujące się statki konfederackie, lecz bez powodzenia; jedynie statek „Countess” utknął na mieliźnie i został zniszczony przez konfederatów.

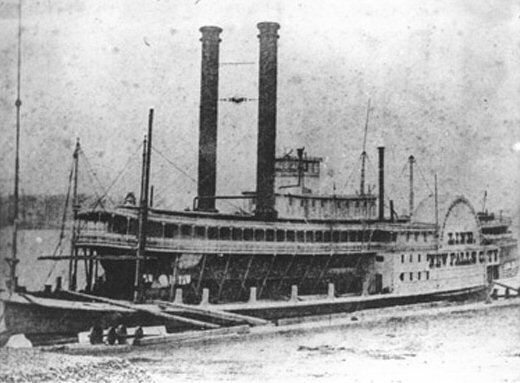
Statek „New Falls City” przed wojną

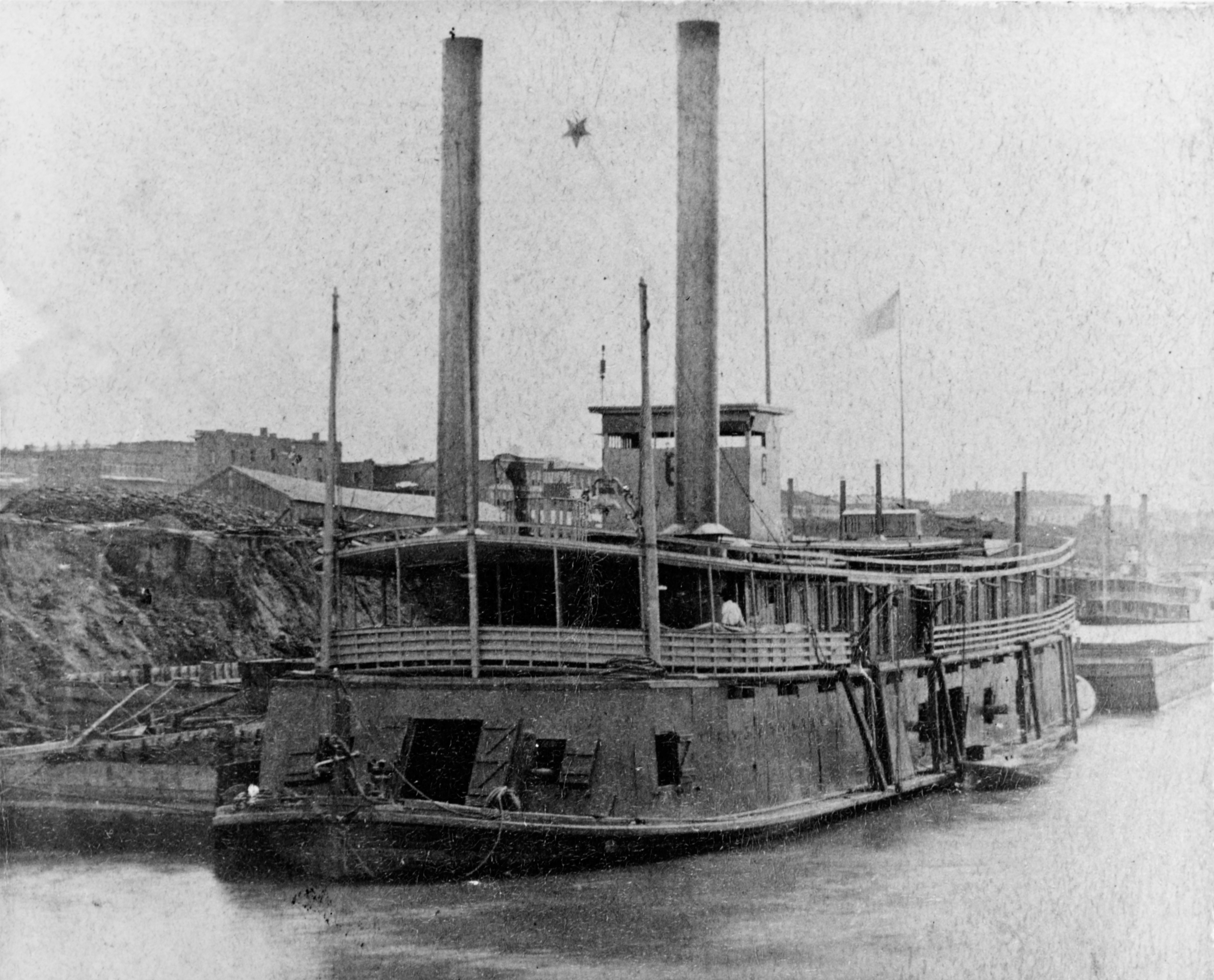
Kanonierka tinclad USS „Cricket” – okręt flagowy kadm. Portera

Dziewięć okrętów dotarło 16 marca rano do Alexandrii, która została zajęta przez oddział desantowy marynarki. Następnie przybyła tam reszta flotylli i transportowce z wojskiem. Przybycie armii gen. Banksa do Alexandrii zostało opóźnione do 25-26 marca przez deszcze, powodujące rozmiękanie dróg. Ostatecznie w rejonie tym znalazło się 32 500 żołnierzy Unii.
Na wieść o postępach sił Unii dowództwo Konfederacji w Luizjanie, w osobie gen. E. Kirby Smitha, zdecydowało podjąć radykalne działania utrudniające dalszy marsz rzeką. Poniżej Shreveportu zatopiono w poprzek rzeki duży statek „New Falls City” tak, że jego dziób i rufa spoczywały na ok. 4 m na obu brzegach, a ładownię zalano błotem. Nanoszony piasek spowodował powstanie zapory na rzece. Konfederatom sprzyjał wyjątkowo niski poziom rzeki w tym roku, bez wiosennego przyboru. W dodatku, powyżej utworzonej zapory wysadzono wał, kierując część wód przez stare rozlewiska Tone's Bayou i Bayou Pierre i obniżając jeszcze w ten sposób poziom wody w rzece poniżej. Poniżej Grand Ecore umieszczono z kolei na rzece 30 min.

## Od Alexandrii do decydujących bitew
W związku z niskim poziomem wody przeszkodą dla okrętów okazały się dwa pasma skał i mielizn rzeki tuż za Alexandrią. 29 marca Porter wyruszył w górę rzeki z tylko 9 okrętami pancernymi (pozostawiając „Benton”, „Essex”, „Choctaw” i „Lafayette”), 3 lżejszymi kanonierkami („Cricket”, „Fort Hidmann” i „Lexington”) i statkami z wojskami gen. Smitha. Utracono przy tym na skałach statek szpitalny „Woodford”. Dla zmniejszenia zanurzenia zapasy z okrętów przewieziono drogą lądową. Z powodu trudności w przejściu wszystkich okrętów, pokonanie odległości 100 mil z Alexandrii do Grand Ecore zajęło cztery dni („Eastport” utknął przy tym na trzy dni na mieliźnie). Okręty były w tym czasie ostrzeliwane ogniem karabinowym z brzegu, przy czym zginął dowódca kanonierki „Chillicothe”.
29 marca większość sił Banksa wyruszyła z Alexandrii wzdłuż południowego brzegu rzeki, pod dowództwem gen. mjr. Williama Franklina. 30 marca siły Unii zdobyły miasto Natchitoches. 3 kwietnia również gen. Banks dotarł pod Grand Ecore swoim statkiem „Black Hawk” (nie mylić z kanonierką o tej nazwie). Siły gen. A. Smitha także w większości wyładowały się ze statków pod Grand Ecore i dołączyły pod dowództwo Banksa.
W tym czasie siły Unii rozdzieliły się: z braku dobrych i aktualnych map gen. Banks zdecydował oddalić się od rzeki w głąb lądu i wyruszyć trasą na zachód. Pozbawiło go to wsparcia marynarki. Siły Banksa miały połączyć się z marynarką 10 kwietnia naprzeciwko Springfield Landing, ok. 30 mil na południe od Shreveport. Od 4 kwietnia okręty Unii patrolowały w górę rzeki, poszukując min. Ponieważ rzeka dalej była węższa i płytsza, Porter zdecydował pozostawić na razie część okrętów przy Grand Ecore, oczekując na podniesienie się wody. Sam wyruszył 7 kwietnia na północ jedynie z okrętami pancernymi „Osage”, „Neosho”, „Chillicothe” i drewnianymi „Fort Hindman”, „Lexington” i „Cricket” (okręt flagowy) oraz 20 statkami z 2300 żołnierzami pod dowództwem gen. bryg. Thomasa Smitha (Thomas Kilby Smith, nie mylić z generałami Edmundem Kirby Smithem i Andrew Smithem).

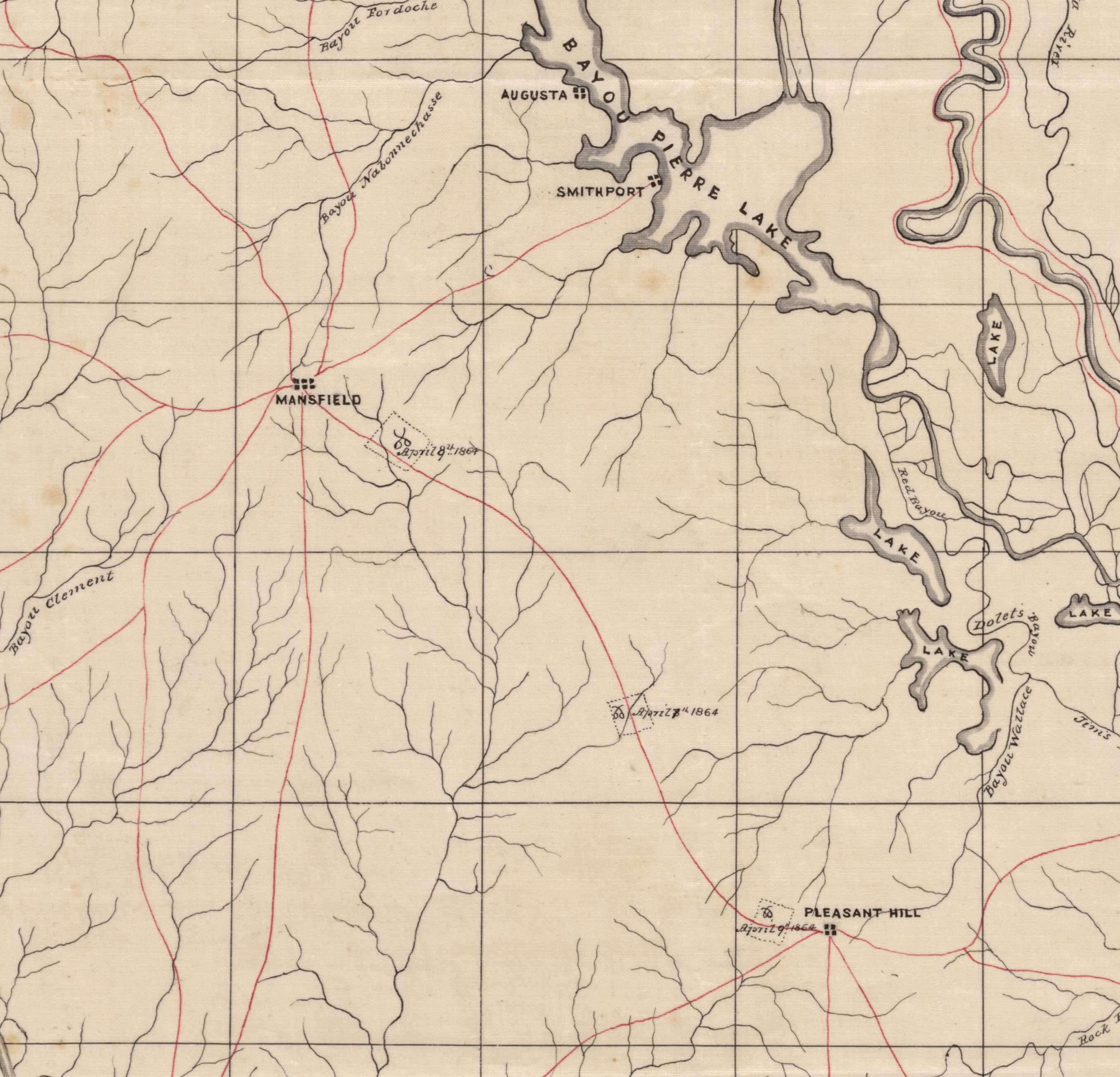
Mapa rejonu Mansfield i Pleasant Hill

Banks wyruszył 6 kwietnia, z kawalerią gen. bryg. Alberta Lee na czele. Oprócz kawalerii, wśród jego sił było m.in. 15 000 sił głównych gen. Franklina, 7500 żołnierzy gen. Andrew Smitha i 2500 żołnierzy tzw. kolorowych (Murzynów). 7 kwietnia na północ od Pleasant Hill, kawaleria Lee natknęła się i stoczyła potyczkę z kawalerią konfederacką gen. bryg. Thomasa Greena. Konfederaci wycofali się, lecz opóźnili pochód Unii, umożliwiając ściągnięcie własnych żołnierzy. 8 kwietnia wojska Unii dotarły do skrzyżowania Sabine Crossroads na południe od miasteczka Mansfield, ok. 40 mil w linii prostej od Shreveport. Doszło tam do bitwy z siłami gen. Taylora, w liczbie ok. 8800 ludzi, do których następnie dołączyły posiłki, tj. ok. 5000 żołnierzy gen. bryg. Thomasa Churchilla. Wojska Unii były rozciągnięte w kolumnie marszowej i kiepsko uszeregowane – przed siłami głównymi znajdowały się tabory z 300 wozami, a za tymi siłami, a przed korpusem gen. Smitha – tabory z 700 wozami. Dlatego też jedynie około połowy sił Unii – ok. 12.000 żołnierzy wzięło udział w bitwie. Atak i następnie okrążenie przez konfederatów spowodowały załamanie się linii wojsk Unii i ich ucieczkę; sytuację opanowała dopiero obrona ze strony dywizji gen. bryg. Williama Emory’ego. Siły Unii straciły 2235 ludzi (113 zabitych, 581 rannych, 1541 zaginionych). Straty konfederatów – ok. 1500 ludzi, były procentowo bardziej dotkliwe, ale powstrzymali oni dalszy pochód przeciwko Shreveportowi, a nadto zdobyli 20 dział, 250 wozów, 1000 zwierząt pociągowych i inny sprzęt.
Siły Unii wycofały się 14 mil na południe, do Pleasant Hill, gdzie przeszły do obrony. 9 kwietnia zaatakowali je tam konfederaci, lecz zostali odparci. Była to ostatnia większa bitwa tej części kampanii. Unia straciła w niej 152 zabitych, 859 rannych i 495 wziętych do niewoli, lecz konfederaci ponieśli też spore straty – ogółem ok. 700 ludzi. W następstwie bitew gen. Banks po konferencji z podległymi dowódcami, zarządził odwrót, po czym wojsko Unii odeszło do Grand Ecore.

## Początek odwrotu

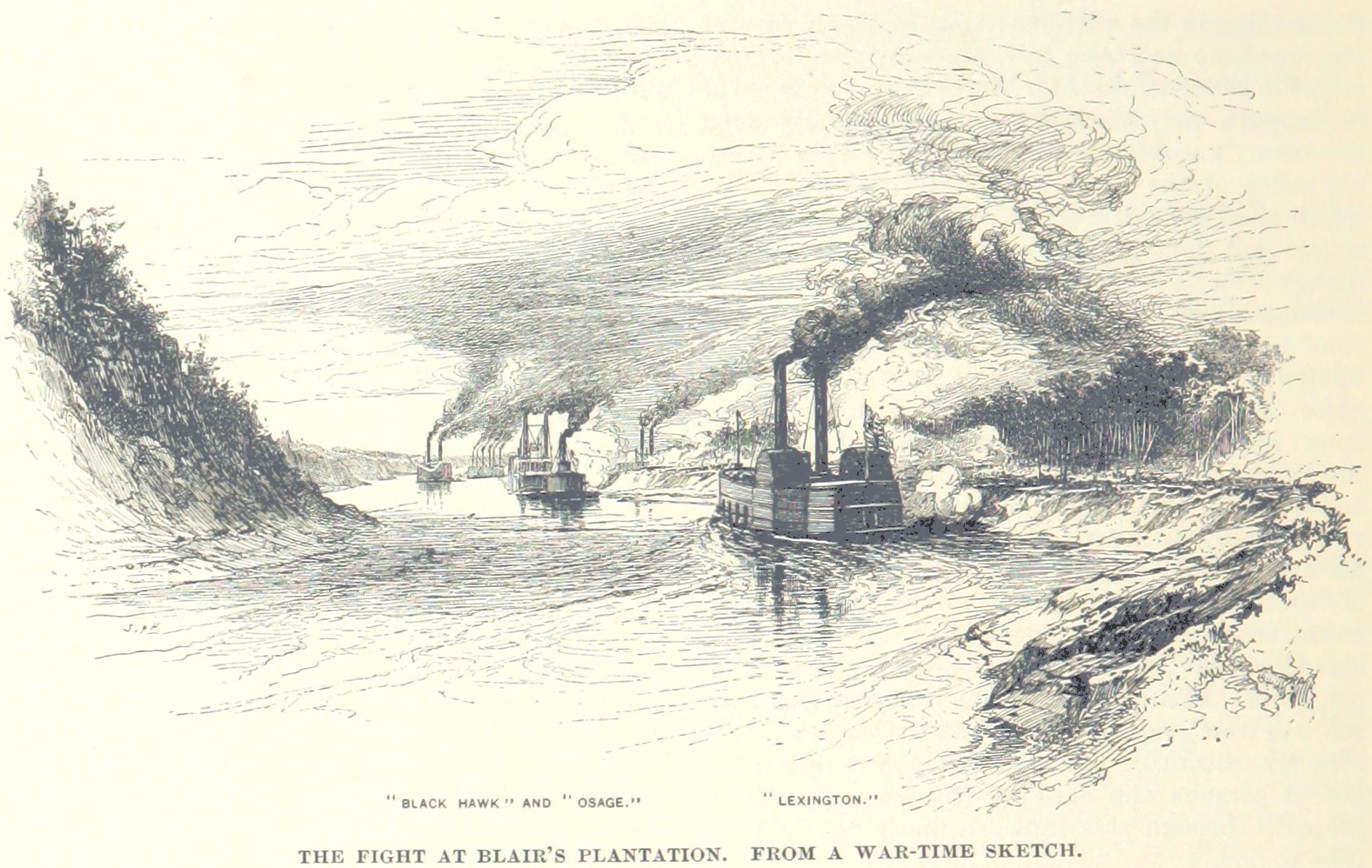
Bitwa pod Blair's Landing – na pierwszym planie USS „Lexington”

10 kwietnia okręty kadm. Portera zostały zatrzymane pod Springield Landing przez zaporę ze statku „New Falls City”. Anegdotyczną sytuacją było przybicie na statku przez konfederatów zaproszenia na bal do Shreveport. Zanim podjęto prace nad usunięciem przeszkody, Porter otrzymał informacje o porażce na lądzie i odwrocie, więc również zarządził powrót w dół rzeki. Odwrót nie był jednak prosty, gdyż stan wody był niski, a okręty były ostrzeliwane z broni strzeleckiej i armat polowych z wysokich brzegów. Do większego starcia okrętów z kawalerią wspieraną przez artylerię doszło 12 kwietnia pod Blair's Landing, kiedy to odznaczyła się m.in. drewniana kanonierka (timberclad) USS „Lexington”. W bitwie konfederaci ponieśli spore straty na skutek ostrzału kartaczami, łącznie ze śmiercią dowódcy, gen. Thomasa Greena.

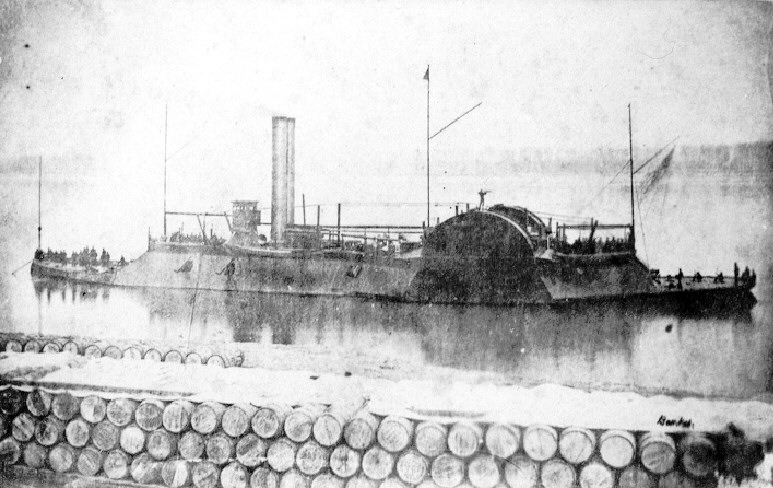
Kanonierka (taranowiec) USS „Eastport”

15 kwietnia duża kanonierka pancerna USS „Eastport” została uszkodzona na minie, około 8 mil na południe od Grand Ecore. Przez kolejne dni unioniści usiłowali naprawić uszkodzenia i w końcu udało się przywrócić okrętowi pływalność. 21 kwietnia wojska Banksa i okręty Portera odeszły spod Grand Encore. „Eastport” zdołał jednak przepłynąć tylko 60 mil w dół rzeki, wchodząc przy tym 8 razy na mielizny na skutek zanurzenia zwiększonego przez nabranie wody. Konfederaci podążali początkowo za siłami Banksa, szarpiąc jego tylne straże, lecz następnie skupili uwagę na okrętach, z zamiarem wybijania załóg przez ostrzał z brzegu. Za ostatnim razem „Eastporta” nie dało się zdjąć z mielizny i – w obliczu pochodu wojsk konfederackich – 26 kwietnia został on wysadzony w powietrze. Okręty, które mu asystowały – kanonierki typu tinclad „Fort Hindman”, „Juliet”, „Cricket” i dwa statki z pompami, zostały jeszcze podczas przygotowań do wysadzenia „Eastporta” ostrzelane z karabinów. Następnie tego dnia, podczas odwrotu, zostały ostrzelane przez artylerię z brzegu koło ujścia Cane River, przy czym „Cricket” został uszkodzony, a statek z pompami „Champion No. 3” został zdobyty. Uszkodzony „Juliet”. osłaniany przez „Fort Hindman”. został odholowany z powrotem w górę rzeki przez statek „Champion No. 5”. 27 kwietnia „Juliet” i „Fort Hindman”, mimo uszkodzeń, zdołały przedrzeć się koło baterii artylerii i dołączyć do głównych sił Portera, lecz „Champion No. 5” został zniszczony przy próbie przejścia.

## Ekspedycja z Arkansas
Odrębną częścią planu unionistów była tzw. ekspedycja Camden. 23 marca 1864 z Little Rock w stanie Arkansas wyruszyły siły gen. Steele’a, liczące 6800 żołnierzy, w większości piechoty. Po drodze miały do nich dołączyć siły gen. bryg. Johna Thayera z Fort Smith, w składzie 3600 ludzi, które wyruszyły już 21 marca. Przeciwnikiem Unii na tym obszarze działań były początkowo siły gen. maj. Sterlinga Price’a, dowodzącego Dystryktem Arkansas, dysponującego trzema osłabionymi dywizjami kawalerii
29 marca siły Steele’a zdobyły wieś Arkadelphia, a 1 kwietnia wyruszyły dalej, potykając się co jakiś czas z kawalerzystami konfederackimi dywizji gen. Marmaduke’a. Do dwóch większych potyczek doszło 2 kwietnia pod Okolona i 4 kwietnia przy przeprawie Elkins' Ferry nad Little Missouri. Steele następnie zatrzymał pochód na trzy dni, w celu połączenia się z siłami gen. Thayera na południe od rzeki Little Missouri 9 kwietnia. Łącznie siły Steele’a sięgnęły wówczas 10 400 żołnierzy. Postój spowodował jednak, że palący stał się problem zaopatrzenia wojska, który już wcześniej był dostrzegalny. Tereny marszu armii były rzadko zaludnione, biedne i trudno było zorganizować tam wyżywienie i paszę, ponadto drogi były błotniste i rozmiękłe po deszczach, co utrudniało marsz.
10 kwietnia, gdy siły Unii ruszyły dalej na południe, doszło do czterodniowej bitwy na Prairie De Ann. Była to rozległa otwarta przestrzeń wśród bagiennych lasów, z której odchodziły drogi na zachód do Washington (stolicy konfederackiego rządu stanu Arkansas), na wschód do Camden, a na południe – nad Red River i dalej do Shreveport. Siły konfederatów pod dowództwem samego gen. Price’a liczyły ok. 7000 kawalerii, lecz broniły przede wszystkim kierunku na Washington, który – jak sądził Price – był celem Unii. Steele zdecydował jednak zmienić kierunek ekspedycji i zdobyć miasto Camden, gdzie miał nadzieję znaleźć zaopatrzenie dla wojska. 11 i 12 kwietnia siły Unii odepchnęły konfederatów w kierunku Washingtonu, lecz jednocześnie główne siły i tabory Unii ruszyły w kierunku na Camden. 13 kwietnia kawaleria konfederatów starła się jeszcze z odchodzącymi siłami straży tylnej gen. Thayera.
15 kwietnia siły Unii zajęły miasto. Nie przyniosło to jednak poprawy sytuacji aprowizacyjnej, a ludność miasta również głodowała. Tymczasem konfederacka kawaleria gen. Price’a rozlokowała się na południe i zachód od miasta, odcinając dalsze drogi. W dodatku, wobec odparcia pochodu sił Unii gen. Banksa, w dniach 19-21 kwietnia w rejon ten przybyły główne siły gen. Kirby Smitha, z trzema dywizjami piechoty (generałów brygady M. Parsona, Johna Walkera i Thomasa Churchilla), co zapewniło mu przewagę liczebną.

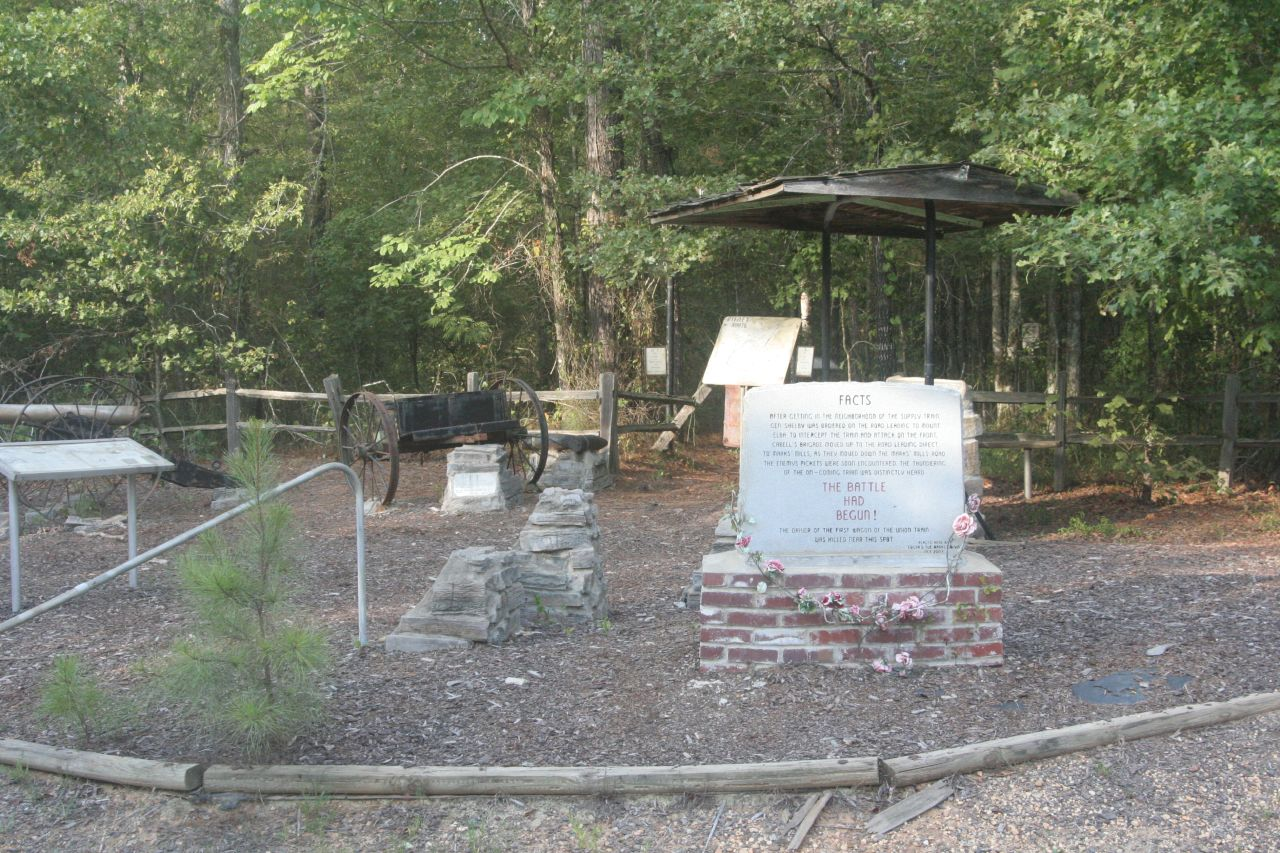
Obelisk na miejscu bitwy pod Mark's Mill

Siły Steele’a poniosły w dalszym toku działań dwie ciężkie porażki, związane z próbami wysłania kolumn zaopatrzeniowych z Camden. 17 kwietnia skierowano na zachód kolumnę 198 wozów, które wprawdzie znalazły zboże, lecz podczas powrotu 18 kwietnia, drogę odcięły im przeważające oddziały Konfederacji w składzie ok. 3100 kawalerzystów. Siły Unii eskortujące konwój, liczyły jedynie ok. 1000 żołnierzy i 4 działa. Na skutek bitwy pod Poison Spring, unioniści stracili wszystkie wozy i działa i 301 zabitych, rannych i wziętych do niewoli, przy stratach konfederatów wynoszących 114 ludzi. Po stronie Unii najciężej walczył i poniósł największe straty 1. Pułk Kolorowych (Murzynów) z Kansas – 182 osoby z 438, w większości zabite przez konfederatów w toku bitwy lub już po niej.
20 kwietnia sytuację wojsk Steele’a poprawił konwój z zaopatrzeniem, który dotarł z odległego o 70 mil Pine Bluff. 23 kwietnia Steele wysłał 211 wozów z powrotem po zaopatrzenie do Pine Bluff. Tym razem konwój osłaniany był przez większe siły, w składzie ok. 1600 żołnierzy. 25 kwietnia jednak doszło do bitwy pod Marks' Mills z przeważającymi siłami konfederatów, liczącymi ok. 2500 kawalerii. W wyniku pięciogodzinnej bitwy, straty Unii sięgnęły ok. 1500 ludzi, w tym niecałych 100 zabitych i ok. 1300 wziętych do niewoli, straty konfederatów – poniżej 500.
Na skutek poniesionych klęsk, generalnego fiaska kampanii nad Red River oraz informacji o wielkości sił konfederatów, Steele zdecydował się na odwrót. W nocy na 26 kwietnia siły Unii przekroczyły rzekę Ouachita po moście pontonowym, który następnie zniszczono, i wyszły z Camden na północ. Rozpoczęcie pościgu przez konfederatów zostało opóźnione do 28 kwietnia, z uwagi na konieczność budowy mostu. Armia Unii tymczasem wycofywała się pośpiesznie w kierunku przeprawy Jenkins' Ferry na rzece Saline. Ścigały ją trzy dywizje piechoty generałów Churchilla, Parsona i Walkera, pod dowództwem gen. Price’a. Próby przecięcia drogi unionistom za pomocą kawalerii gen. Marmaduke’a wysyłanej bocznymi drogami, nie przyniosły powodzenia. 29 kwietnia armia Unii dotarła pod Jenkins' Ferry. Przeprawa była utrudniona, gdyż deszcz spowodował rozmiękanie i tak bagnistego terenu, nadto konieczne było ustawienie mostu pontonowego. Jeszcze tego dnia naciskające siły konfederatów stoczyły kilka potyczek ze strażą tylną Unii. Do rana 30 kwietnia przeprawiono przez rzekę około połowy taborów i artylerii. Rano doszło do bitwy pod Jenkins' Ferry, lecz konfederaci nie zdołali przełamać linii sił Unii ani uniemożliwić przeprawy. Po południu 30 kwietnia, po odstąpieniu konfederatów, ostatnie jednostki piechoty wycofały się za rzekę, po czym zniszczono most. Ogółem podczas kampanii w Arkansas unioniści stracili ok. 2750 ludzi (zabitych, rannych i wziętych do niewoli), a konfederaci 2300.
2 maja siły Steele’a osiągnęły Little Rock. Z kolei siły Kirby Smitha po kilkudniowym odpoczynku, zostały ponownie skierowane na południe, gdzie pojawiła się okazja zniszczenia armii gen. Banksa i zdobycia floty Unii.

## Odwrót floty Unii

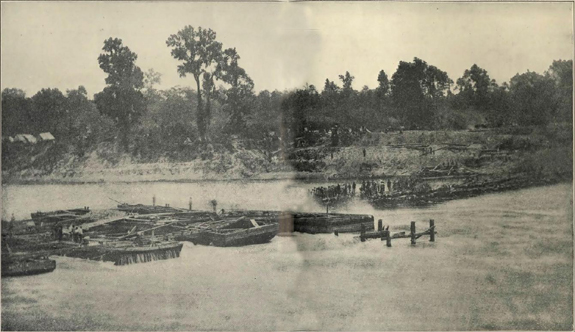
Zapora Baileya w budowie

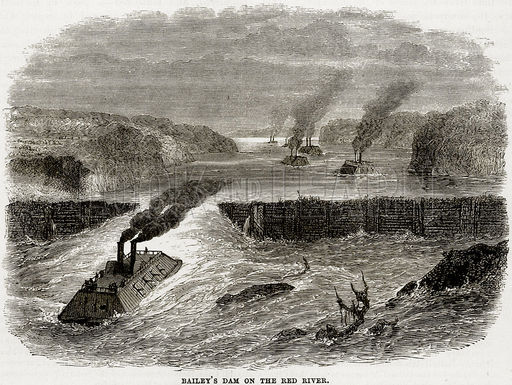
Litografia kanonierki pancernej typu City spływającej przez wyrwę w zaporze

Przed okrętami Portera powracającymi w dół rzeki pojawił się problem pokonania skał na rzece pod Alexandrią, przy poziomie wody 3 stopy 4 cale (ok. 1 m) zamiast wymaganych dla przejścia okrętów 7 stóp (ok. 2,1 m). Ogólna długość skalistego odcinka wynosiła ponad milę (1,6 km). Jedynie część lżejszych kanonierek tinclad i transportowców, o mniejszym zanurzeniu, zdołała przejść od razu w dół rzeki. Porter stanął przed groźbą wpadnięcia cięższych okrętów w ręce konfederatów lub konieczności ich zniszczenia. Sytuację uratował inżynier XIX Korpusu Lt.Col. Joseph Bailey, który 29 kwietnia zaproponował śmiały plan budowy zapory na rzece, poniżej dolnych przeszkód, w celu spiętrzenia wody. Rzeka miała tam szerokość prawie 230 m (760 stóp). Porter napisał później: „ta propozycja wyglądała na szaleństwo i najlepsi inżynierowie z niej drwili, ale pułkownik Bailey był tak pewien sukcesu, że poprosiłem generała Banksa o realizację”. Do wytężonej pracy przy ścinaniu drzew, ściąganiu kamieni i budowie tamy skierowano ok. 3500 żołnierzy. W centralnej części zatopiono barki wyładowane kamieniami.
Tymczasem 5 maja lżejsze okręty oczekujące poniżej Alexandrii zostały zaatakowane przez siły konfederatów. Dwie drewniane kanonierki typu tinclad, USS „Covington” i „Signal”, oraz transportowiec Armii „Warner” zostały utracone – uszkodzony „Covington” został spalony przez załogę, a „Signal” poddał się, po czym został zatopiony przez konfederatów jako przeszkoda nawigacyjna. Również „Warner” poddał się, ze 125 rannymi na pokładzie.
9 maja, gdy zapora była prawie gotowa, napór wody przesunął dwie barki i woda zaczęła spływać. Przez powstały kanał zdołały przepłynąć jedynie monitory „Osage” i „Neosho” oraz kanonierki „Fort Hindman” i „Lexington”. Częściowy sukces zachęcił żołnierzy do dalszych wysiłków. Jednostki o większym zanurzeniu nie mogły jednak pokonać górnych przeszkód, żeby zbliżyć się do tamy. W tym celu, powyżej dotychczasowej, zbudowano drugą częściową tamę, spiętrzającą wodę w jednym kanale. Kanonierki odciążono, usuwając i wyrzucając ich płyty pancerza żelaznego i czasowo zdejmując działa i zapasy. 11 maja żołnierze zdołali przeholować kanonierki pancerne „Mound City”, „Carondelet” i „Pittsburgh” ponad górnymi przeszkodami, po czym pokonały one dolną zaporę, spływając w dół rzeki. 13 maja dołączyły do nich ostatnie okręty, „Louisville”,„Chillicothe” i „Ozark”. Według Portera, Bailey uratował okręty Unii o wartości 2 milionów ówczesnych dolarów. W czerwcu Bailey otrzymał awans, a nadto specjalne podziękowania od Kongresu.
Były to ostatnie epizody nieudanej kampanii. 13 maja siły Unii opuściły spaloną Alexandrię. Jeszcze 15 maja kanonierka tinclad USS „St. Clair”. eskortująca transportowce, odbyła pojedynek z konfederackimi bateriami koło Eunice's Bluff. Dalsze płycizny na rzece pokonano dzięki przybojowi wody z Missisipi. 20 maja armia gen. Banksa przekroczyła pod osłoną okrętów rzekę Atchafalaya koło Simmesportu, po czym ekspedycja ostatecznie wycofała się z Red River.

## Podsumowanie
Ekspedycja przeciw Shreveportowi była największą kombinowaną operacją lądowo-wodną sił Unii do tamtej pory. Uważana jest jednak za jedno z największych fiask podczas wojny. Zdaniem niektórych autorów, nieudana ekspedycja na Red River przedłużyła wojnę, odciągając żołnierzy gen. Andrew Smitha i przez to odkładając zdobycie Mobile o 10 miesięcy. Straty Unii wyniosły 5200 żołnierzy i ponad 200 marynarzy (zabitych, rannych i wziętych do niewoli), 21 dział, 1 okręt pancerny, 2 kanonierki tinclad, 2 transportowce Marynarki i 4 transportowce Armii oraz statek szpitalny. Generał William Sherman skomentował operację jako „jedna przeklęta pomyłka, od początku do końca”.
Ubocznie, rajd Unii przyniósł katastrofę plantatorom bawełny z rejonu Red River oraz pewne efekty ekonomiczne dla uczestników. Korzystając z praw pryzowych wojny morskiej, Marynarka Unii konfiskowała znalezione w okolicy bele bawełny, jako należące do strony wojującej i wysyłała je do sądu pryzowego w Cairo. Ponieważ zdobywcom przysługiwała część zysku, a część przeznaczano na fundusz dla marynarzy inwalidów, zajmowano również niemożliwą w praktyce do odróżnienia bawełnę stanowiącą własność prywatną, przy tym w wielu przypadkach oficerowie marynarki Unii oznaczali ją symbolami „CSA”. sugerując w ten sposób własność Konfederacji. Wywoływało to animozje z armią, która nie mogła czerpać zysków ze zdobyczy. Wraz z Banksem przybyli wprawdzie spekulanci, mający kupować bawełnę dla przemysłu Nowej Anglii, a 2 kwietnia Banks zezwolił na sprzedawanie bawełny przez obywateli Luizjany, lecz większa jej część wpadła już w ręce Marynarki lub została zniszczona. Przykładowo, do 24 marca kadm. Porter raportował zdobycie 2129 beli bawełny, przy tym, cena jednej beli w Nowym Orleanie wynosiła 400 ówczesnych dolarów. Co gorsza jednak dla plantatorów, konfederacki generał Taylor rozkazał swoim wojskom palić przy wycofywaniu wszelką bawełnę, która mogła wpaść w ręce Unii.